# Rhys
Rhys Clarstedt Frank
(født 1997 i Portland, Oregon)
er en svensk sangerinde født i USA der udgiver under hendes fornavn Rhys.
Hendes debut fra 2016 var den lavmælte Swallow Your Pride.
I februar 2017 udgav hun elektropop-nummeret Last Dance, skrevet og produceret af Jörgen Elofsson med Paw Lagermann og Lina Rafn som co-producere.
Senere på året udgav hun Too Good To Be True og i 2018 No Vacancy.

## Diskografi

### Singler
| År   | Titel                                | Højeste placering | Album            |
| År   | Titel                                | SWE               | Album            |
| ---- | ------------------------------------ | ----------------- | ---------------- |
| 2016 | "Swallow Your Pride"                 | —                 | Stages           |
| 2017 | "Last Dance"                         | 51                | Stages           |
| 2017 | "Too Good to Be True"                | 43                | Stages           |
| 2017 | "The World Is A Beautiful Place"     | —                 | Non-album single |
| 2018 | "Maybe I Will Learn"                 | —                 | Stages           |
| 2018 | "No Vacancy"                         | —                 | Stages           |
| 2018 | "Starfish" (featuring Felix Sandman) | —                 | Stages           |
| 2020 | "Better Break My Heart"              | —                 |                  |
| 2020 | "We Don't Talk Anyway"               | 87                |                  |
| 2021 | "Over You"                           | —                 |                  |
| 2021 | "Single At 40"                       | —                 |                  |

Noter
1. ↑  "No Vacancy" did not enter the Swedish Singellista chart, but peaked at number 12 on the Swedish Heatseeker chart.'"`UNIQ--ref-00000014-QINU`"'
2. ↑  "Starfish" did not enter the Swedish Singellista chart, but peaked at number 17 on the Swedish Heatseeker chart.'"`UNIQ--ref-00000016-QINU`"'